# ディオスクルス (対立教皇)
ディオスクルス（? - 530年10月14日）は、ローマ教皇であるボニファティウス2世の対立教皇である（在位：530年9月22日 - 530年10月14日）。

## 生涯
530年9月22日に教皇として選出されたボニファティウス2世はゲルマン人として初めて教皇になった人物である。しかし選挙に不正があったこととゲルマン人であるボニファティウス2世が教皇になることに反対していたグループが擁立したのが、ディオスクルスであった。
ディオスクルスはボニファティウス2世派の聖職者を巧みに切り崩して支持を獲得していくが、わずか22日後の10月14日に死去した。